# 単一神教
単一神教（たんいつしんきょう、henotheism） は、一柱の神を信仰する信仰、宗教の形態。同じ一神教でも唯一神教が他の神々の存在を認めないのに対し、単一神教は他の神々の存在を前提とし、その中の一柱を主神として特に崇拝する。パンテオンの中に主神に従属的な神々を認める点で、他宗教の神々の存在は認めるものの自己が崇拝する対象の中に他の神を持たない拝一神教とも異なる。
単一神教はインドのヴェーダの信仰をモデルにフリードリヒ・マックス・ミュラーによって「多神教の実態と一神教の原則」を併せ持つ信仰形態として概念化された。
多神教における主神への崇拝との相違は、まず、パンテオンとしての神々の体系、相互関係がスタティックに確定していないことである。祭儀や、祭祀集団によって、主神は交替し、その際、他の神々は二次的な位置に格下げされ、それらの伝承は相互に矛盾する場合もある。主神になりうる主要な神々の間の関係について、確定した教義はなく、それぞれの場合に、それぞれが、唯一絶対の根源的な神のように扱われる。シヴァ、インドラ、ヴィシュヌなどが典型である。

## 単一神教の例
- 古代インドのヴェーダの宗教